# Гильманов, Раис Анварович
Раис Анварович Гильманов (16 декабря 1957, Москва) — советский и российский футболист, мастер спорта СССР с 1989 года.

## Биография
Воспитанник команды «Спартак» (поселок Быково, Московская область).
С сентября 1979 по конец года играл за «Крылья Советов» (Куйбышев). В 8 играх забил 4 мяча, однако команда выступала слабо и по итогам сезона покинула высшую лигу.
С февраля по июнь 1980 года выступал за «Торпедо» (Москва). Провел 7 игр в команде.
Затем играл в командах 2-й и 1-й лиг.
В 1992—1993 годах играл в команде первого дивизиона футбольной лиги Ливана «Шабибе аль-Мазра» (Shabibe Al-Mazraa). В 1994—1996 тренировал эту команду. В 1996 году вывел её в высшую лигу, но не получив обещанных премиальных, покинул команду. Без Гильманова в сезоне 1996/97 команда заняла последнее место (16 очков) и вылетела из высшей лиги.

## Достижения
- Финалист Кубка РСФСР: 1980